# Giacomo Rampini
Giacomo Rampini (* 1680 in Padua; † 27. Mai 1760 ebenda) war ein italienischer Komponist.

## Leben
Rampini wurde am 29. Juni 1704 zum Kapellmeister der Kathedrale von Padua gewählt. Das Amt füllte er bis an sein Lebensende aus. Er hinterließ verschiedene geistliche Werke und einige Opern. 

## Werke

### Opern
- Armida in Damasco, Oper (UA: 17. Oktober 1711 am Teatro Sant’Angelo in Venedig)
- La gloria trionfante d’amore, Oper (UA: 16. November 1712 am Teatro Sant’Angelo in Venedig)
- Marco Attilio Regolo, Oper (UA: 1713 in Verona)
- Ercole sul Termodonte, Oper (UA: 1715 in Padua)

### Instrumentalmusik
- 2 Concerti in 12 Concerti a cinque con Violini, Oboè, Violetta, Violoncello e Basso continuo del Signori G. Valentini, A. Vivaldi, T. Albinoni, F. M. Veracini, G. St. Martin, A. Marcello, G. Rampin, A. Predieri (Amsterdam, 1716)